# 2504 Gaviola
2504 Gaviola è un asteroide della fascia principale. Scoperto nel 1967, presenta un'orbita caratterizzata da un semiasse maggiore pari a 2,7624608 UA e da un'eccentricità di 0,0853976, inclinata di 4,07127° rispetto all'eclittica.